# Meerane
Meerane est une ville allemande située en Saxe, dans l'arrondissement de Zwickau.

## Personnalités
Lothar Metz (1939-2021), lutteur spécialiste de la lutte gréco-romaine, champion olympique, est né à Meerane.